# Lolita la huérfana
Lolita la huérfana és una pel·lícula muda espanyola rodada al País Basc el 1924. Fou dirigida per Aureliano González amb guió d'Alejandro Olavarría Olavarría i no va tenir un gran èxit. Se'n conserven 165 metres.

## Sinopsi
Dolores entra com a polissó al vaixell de carbó "El Volute" atracat al port de Bilbao. Però és descoberta i portada davant el capità Nelo. Ella li exploca que es va criar a un orfenat i després adoptada per un matrimoni que la maltractava i l'obligava a treballar com una esclava, i que fugia pels maltractaments. Finalment, el capità l'adopta.

## Repartiment
- Aureliano González
- Nieves González
- Fany Lebrero
- José Tejada